# Vyra
Vyra (in lingua russa Выра) è un piccolo insediamento rurale della Russia, sul fiume Oredež, nell'Oblast' di Leningrado.